# اوچ‌لر (آرهاوی)
اوچ‌لر (به ترکی استانبولی: Üçler) یک منطقهٔ مسکونی در ترکیه است که در آرهاوی واقع شده‌است. اوچ‌لر ۸۸ نفر جمعیت دارد.